# Liga de Ação Educativa
A Liga de Acção Educativa (1926 — 1929) foi uma instituição dedicada à promoção da educação e das boas práticas pedagógicas, organizada sob a forma de uma federação de secções locais, cujos fins e meios da sua acção foram aprovados numa reunião magna de delegados dos Amigos da Infância, realizada em Maio de 1926. Foi extinta pelo governo da Ditadura Nacional pelo Portaria n.º 6062, de 9 de Abril de 1929 assinada por Gustavo Cordeiro Ramos, à época Ministro da Instrução Pública.